# كاج كزرنيكي
كاج كزرنيكي (10 سبتمبر 1936 – 13 يناير 2018) هو مبارز بالسيف فنلندي راحل، مثّل بلاده في الألعاب الأولمبية الصيفية 1960.

## روابط رياضية
كاج كزرنيكي على موقع اللجنة الأولمبية الدولية (الإنجليزية)
- كاج كزرنيكي على موقع أوليمبيديا (الإنجليزية)